# East Sooke
East Sooke är en ort i Kanada.   Den ligger i provinsen British Columbia, i den södra delen av landet, 3 600 km väster om huvudstaden Ottawa. East Sooke ligger 52 meter över havet och antalet invånare är 1 434.
Terrängen runt East Sooke är kuperad norrut, men söderut är den platt. Havet är nära East Sooke åt sydväst.Närmaste större samhälle är Langford, 16,2 km nordost om East Sooke. 
I omgivningarna runt East Sooke växer i huvudsak barrskog. Runt East Sooke är det ganska tätbefolkat, med 60 invånare per kvadratkilometer.